# صادق خلخالی
محمّد صادق صادقی گیوی (۱ مرداد ۱۳۰۵ – ۵ آذر ۱۳۸۲) معروف به صادق خلخالی، سیاستمدار و روحانی شیعه و نخستین حاکم شرع دادگاه انقلاب پس از انقلاب سال ۱۳۵۷ در ایران بود. او در دوره‌های اول، دوم و سوم مجلس شورای اسلامی به‌عنوان نمایندهٔ قم و در دورهٔ نخست مجلس خبرگان رهبری به‌عنوان نمایندهٔ از استان تهران حضور داشت. او پس از مرگ سید روح‌الله خمینی از صحنه سیاسی کنار گذاشته و در انتخابات‌ها نیز رد صلاحیت شد.
محاکمه و اعدام وابستگان و صاحب منصبان شاهنشاهی پهلوی و مخالفان در سال‌های ۱۳۵۷ و ۱۳۵۸ باعث شد خلخالی به چهره‌ای جنجالی تبدیل شود. وی از اردیبهشت تا دی ۱۳۵۹ با حکم رئیس‌جمهور بنی‌صدر سرپرست کمیته مبارزه با مواد مخدر بود.
عباس امانت می‌نویسد که خلخالی قاضی بدنام و رئیس دادگاه‌های انقلاب بود، او در رسانه‌های غربی به «قاضی دارزن» شهرت یافت. او آخوندی ذاتاً ستیزه‌جو بود که از سر دیگر منشور اجتماعی ایران (در مقایسه با محافل روشنفکری ایرانی) سر برآورده بود. برخلاف امیرعباس هویدا، نه با آندره ژید و آندره مالرو بلکه با متون خشک فقهی و دستور زبان عرب دمخور بود. کارنامه سیاسی او شامل ارتباط نزدیک با فدائیان اسلام و چندین سال تبعید در داخل کشور توسط ساواک بود. حکم‌های کینه‌توزانهٔ او در اولین سال‌های انقلاب باعث شد وی به عنوان یک جامعه‌ستیز لوده با نیشخند اهریمنی شناخته شود. شخصیت او به کنار، او نماد حرکت سریع انقلاب به سوی خشونت نظام‌مند بود.
قربانی‌های خلخالی از هر قشر و گروهی بودند… از افسرها و مقامات سابق پهلوی که همگی بلااستثنا انگ «مفسد فی الارض» خوردند تا همه چپ‌ها و همچنین ناسیونالیست‌های سکولار و تجزیه‌طلب‌ها و بهائی‌ها و دیگر قربانی‌های سیاسی که گیر دادگاه‌های انقلاب افتادند. در بیست و دو ماه اول انقلاب، او صدها فعال تجزیه‌طلب کرد و ترک را جلوی جوخه آتش فرستاد و همه را به اتمام مشابه «فساد فی الارض و محاربه با خدا» - که ریشه‌ای قرآنی داشت- محکوم کرد. وقتی همسر یکی از قربانی‌های اعدام‌های سریع خلخالی گلایه کرد که شوهرش بی‌گناه بوده، خلخالی متفرعنانه چنین جواب داد: «اگر گناه‌کار بود که به جهنم می‌رود، اگر هم بی‌گناه بوده به بهشت می‌رود».
به زودی دامنهٔ عمل خلخالی از زندانیان سیاسی فراتر رفت و به قاچاقچیان واقعی یا تصوری مواد مخدر، زن‌ها و مردهای زناکار، همجنسگرایان و دیگر منحرفان اخلاقی رسید که خلخالی در وقت مقتضی، آنها را یکی‌یکی به سمت جوخه آتش یا طناب دار می‌فرستاد و مردم ایران را می‌ترساند… مردمی که هراسناک آخرین شاهکارهای خلخالی را پیگیری می‌کردند. سخت بتوان این ادعای مکرر او در کتاب خاطراتش که سال‌ها بعد منتشر شد را باور کرد. او در کتابش مدعی بود که احکامش راجع به دشمنان انقلاب، از جمله اعدام افسران ارشد و هویدا بدون تأیید کامل روح‌الله خمینی اجرا می‌شدند.
خلخالی در حوزه نفرت‌پراکنی فرهنگی نیز ید طولایی داشت. او در فهرست بلندبالای خود از «مفسدان فی الارض»، جایی هم برای حاکمان ایران پیش از اسلام گذاشته بود. او در یک مقاله، کوروش بزرگ را محکوم کرد و او را نه تنها مستبد، بلکه به انحراف جنسی متهم کرد. خلخالی در اولین روزهای انقلاب قصد داشت تخت جمشید و دیگر بناهای باستانی ایران پیش از اسلام را با بولدوزر نابود کند. مقاومت‌های محلی، تلاش او را ناکام گذاشت. می‌گفتند حتی آرامگاه فردوسی نیز در لیست تخریب خلخالی قرار داشته است. ولی خلخالی موفق شد با جمع کردن حمایت غوغاگران و پشتیبانی خمینی، آرامگاه رضاشاه - این کابوس معلم و ولی نعمت خود [خمینی]- را نابود کند. این ساختمان عظیم که در سال ۱۳۲۹ در نزدیکی حرم شاه عبدالعظیم در جنوب تهران ساخته شد، سبکی مدرن داشت و یک الگوی خوب معماری معاصر ایران بود. این آرامگاه که منادی پیام شکوه سکولار بود، در میانه خود مومیایی رضاشاه را داشت که در یک تابوت شیشه‌ای قرار گرفته بود. این بنا را با سختی فراوان به لطف دینامیت و قدرت بالای بولدوزها با خاک یکسان کردند. نیت خلخالی آن بود که در همان‌جا یک توالت عمومی درست کند ولی نهایتاً در این مکان، یک حوزه اسلامی ساخته شد که بخشی از ساختمان حرم عبدالعظیم به حساب آمد.

## پیش از انقلاب
صادق در خانواده‌ای آذربایجانی در گیوی از توابع شهرستان خلخال استان اردبیل و با نام اصلی صادق صادقی گیوی زاده شد. در ۱۷ سالگی وارد قم شده همدرس سید مصطفی خمینی بود. درس خارج را نزد میرزا محمد مجاهدی تبریزی، سید محمد حجّت کوه کمری، سید حسین طباطبایی بروجردی، سید محمدحسین طباطبایی، سید محمد محقق داماد و میرزا عبدالجواد اصفهانی فرا گرفت و ۱۳ سال شاگرد روح‌الله خمینی بود. به دلیل همکاری با فدائیان اسلام به مدّت یک سال از ورود به مدرسه فیضیه محروم شد. با اوج‌گیری انقلاب در مبارزات وارد و چند مرتبه دستگیر شد و در زندانهای قم و تهران زندانی و مدت چهار سال به نقاطی که بیشترشان بد آب و هوا بودند از جمله انارک، بندر لنگه، لار، بانه، رفسنجان، و رودبار تبعید شد و تا اواخر دوران پهلوی در بندر لنگه در تبعید بود. سپس به قم و از آن‌جا به نزد خمینی در پاریس رفت و دوازده روز پیش از ورود خمینی به ایران به کشور بازگشت. وی پیشینه دستگیری و زندان در سال‌های پیش از انقلاب را داشت و از روزهای نخست انقلاب در کنار خمینی بود.

## دادگاه انقلاب
خمینی در ۵ اسفند ۱۳۵۷ به صادق خلخالی برای تشکیل «دادگاه انقلاب» حکم داد. این دادگاه‌ها به نوشته یرواند آبراهامیان در کتاب «اعتراف شکنجه شدگان»، در دو سال اول انقلاب حدود ۷۰۰ نفر را اعدام کرد.منتقدان بر عدم مشروعیت آن به‌عنوان یک دادگاه اختصاصی تأکید می‌کنند و معتقدند رسیدگی جرایم نیازمند رسیدگی توسط قضات متخصص و بی‌طرف هستند و باید از طریق دادگاه‌های عمومی دادگستری صورت گیرد.خلخالی یکی از جرم‌های محکومان را ترویج فساد از طریق برگزاری جشن‌های دو هزار و پانصد ساله، جشن هنر و غیره نامید که ثروت ممکلت را به باد می‌دادند و موجب فساد در زمین می‌شدند. او شرکت وکیل مدافع در دادگاه را رد کرد و گفت که اینها می‌خواهند با گشتن دنبال ماده قانون وقت دادگاه را بگیرند و مردم را معطل کنند. او گفت دادگاه انقلاب از الگوهای اسلامی و ایرانی استفاده می‌کند نه الگوی دادگاه‌های غربی.

## انتصاب به‌عنوان حاکم شرع

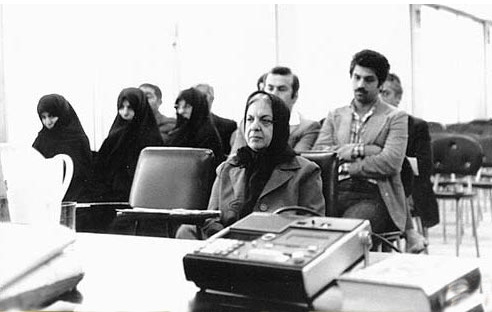
جلسه محاکمه فرخ‌رو پارسا، نخستین وزیر زن در تاریخ ایران در دادگاه انقلاب به ریاست صادق خلخالی.

در ۲۴ بهمن ۱۳۵۷ با حکم خمینی به عنوان حاکم شرع دادگاه‌های انقلاب منصوب و پس از انتصاب سید محمد بهشتی به ریاست دیوان عالی کشور در اسفند ۱۳۵۸ از این سمت برکنار شد.

### اعدام‌های اول انقلاب

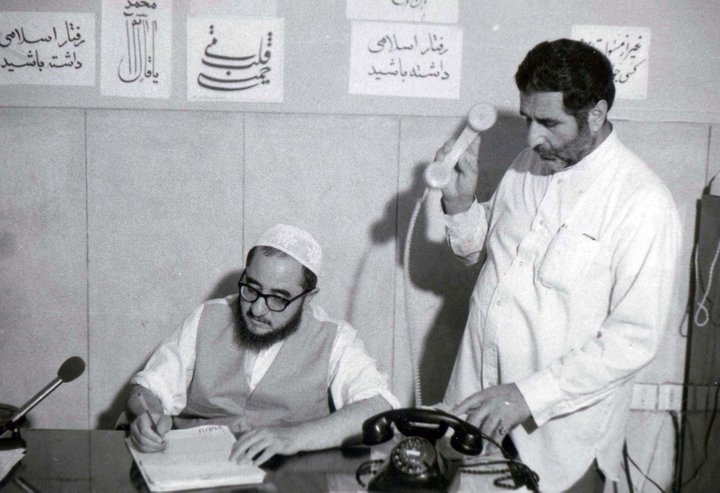
صادق خلخالی در مقام حاکم شرع دادگاه‌های انقلاب در دفتر کارش در زندان قصر.

صدها نفر به حکم خلخالی اعدام شدند که بسیاری از آنان وابستگان به دودمان پهلوی بودند. خلخالی در شب پیروزی انقلاب قصد داشت ۲۴ نفر را اعدام کند که در نهایت پس از موافقت خمینی مهدی رحیمی، نعمت‌الله نصیری، منوچهر خسروداد و رضا ناجی اعدام شدند. خمینی به مهدی عراقی دستور داد که برود و نظارت کند تا این چهار نفر با خانواده‌هایشان تماس بگیرند و اگر مطالبی دارند بنویسند. اما خلخالی به سرعت از مدرسه علوی به مدرسه رفاه رفت و عراقی زمانی رسید که اعدام آن چهار نفر صورت گرفته بود. ابراهیم یزدی در خاطراتش می‌نویسد: «وقتی من رسیدم، خلخالی و تیم‌اش مشغول گفتگو برای نوشتن ادعانامه علیه اعدام‌شدگان بودند. من بسیار عصبانی شدم و بر سر آنها فریاد زدم که شما چه دینی دارید؟ اول می‌کشید بعد می‌خواهید کیفرخواست بنویسید.»
در اعترافات داوطلبانه حسین بروجردی در کتاب پشت پرده انقلاب که در آن زمان ناظر بر عملکرد کمیته‌ها بود آمده که در جریان تیرباران فرماندهان ارتش شاهنشاهی ایران در پشت بام مدرسه رفاه، پس از تیرباران و پس از آنکه نماز شکر به امامت خمینی خوانده می‌شود خلخالی در هنگام پایین آمدن از پشت بام تکرار می‌کرد: «کَسَک…ها طلبه‌ها را از پشت بام حوزه علمیه به پایین پرتاب کردند ما هم برخلاف رأی امام (مقصود خمینی) کاری نکردیم. امام در بهشت زهرا به همه سران ارتش اعلام کرد: اگر می‌خواهید آقایی کنید با ما باشید. آن‌ها (رژیم پهلوی) به شما می‌گویند که اگر با ما بیایید، اعدام می‌شوید، اما ما اعدام نمی‌کنیم. الان هم من رأی به اعدام ندارم بلکه تیرباران کردم!!!»

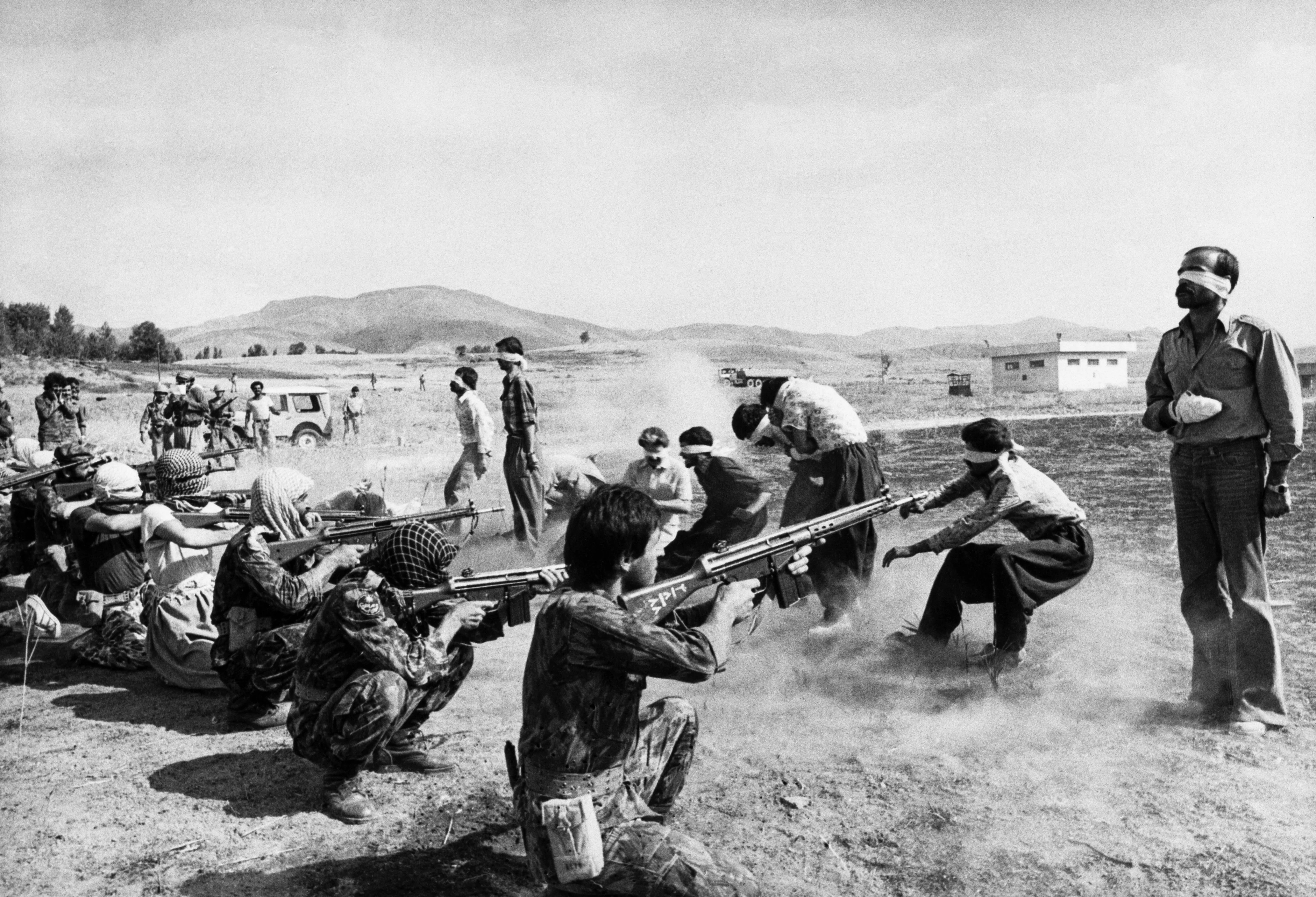
«جوخه آتش در ایران» برنده جایزه پولیتزر. این عکس صحنه تیرباران ده نفر از مخالفان کُرد که توسط خلخالی محاکمه شده بودند را نشان می‌دهد.

از دیگر محکومان این دادگاه‌ها امیرعباس هویدا نخست‌وزیر بود. در روز ۱۸ فروردین ۱۳۵۸ خلخالی با سیزده مأمور فدائی خود وارد زندان قصر تهران شد و تلفن‌های آن را قطع کرد تا از اعمال نفوذها جلوگیری کند و به دنبال محاکمه‌ای کوتاه وی را محکوم به اعدام کرد.
خلخالی در تابستان ۱۳۵۸ به عنوان حاکم شرع راهی کردستان شد که با اعتراض دولت موقت نهایتاً منجر به دخالت هیئت حسن نیت شد. وی سپس برای سرکوب ناآرامی‌ها راهی گنبد کاووس شد و حکم اعدام ۹۴ نفر را در آنجا صادر کرد.

### دروغ بستن به محکومان
مصطفی میرسلیم در سال ۱۳۹۸ در جواب سؤال «آیا این جمله برای آقای خلخالی است که حالا اعدام می‌کنیم اگر بی گناه بود می‌رود بهشت؟» گفت: «بله از این حرف‌ها می‌گفتند. حتی بدتر از این کارها هم انجام می‌دادند. من خبر داشتم که برخی از همراهان ایشان برای اینکه مجوز ورود به یک خانه را بگیرند برخی از مواد مخدر یا موارد دیگر را به داخل منزل پرتاب می‌کردند و بعد به اهالی خانه می‌گفتند ما آمده‌ایم برای تفتیش و … بالاخره این قبیل کارها زیاده روی‌هایی بود که اوایل انقلاب صورت می‌گرفت»
مسعود بهنود می‌گوید: یکی از چند باری که او را دیدم فرصتی دست داد که سؤالی بکنم که سال‌ها توی گلوی من مانده بود:
گفتم آقای خلخالی در دادگاه نادر جهانبانی و عباسعلی خلعتبری ما گروه آورده بودیم و فیلم می‌گرفتیم و فیلم‌هایش هست. در محاکمه خلعتبری معلوم شد که تفاله اتمی در ایران دفن نشده و کسی هم که پیشنهاد دفن تفاله اتمی را داده است او نبوده… شما چرا در مصاحبه خود (به دروغ) گفتید سپهبد جهانبانی برای اسب‌هایش موزیک پخش می‌کرده است و خلعتبری در ایران تفاله اتمی دفن می‌کرده؟
جواب خلخالی این بود: «یادم بود (می‌دانستم) ولی چیزهایی گفتم که (مردم) دلشان بسوزد جگرشان بسوزد. من مأمور ایجاد منطق برای سلطنت طلبان و طاغوتیان نیستم».

### بی‌دقتی در صدور حکم اعدام و امضای حکم اعدام خودش
ابوالفضل توکلی‌بینا از نزدیکان روح‌الله خمینی در بهمن ۱۴۰۲ در مصاحبه ای با رسانه عصر ایران بیان داشت:
«برای این که نشان دهیم خلخالی در صدور حکم اعدام دقت ندارد، حکم اعدام خود خلخالی را در برگه‌ای نوشتیم و لای برگه‌های دیگر گذاشتیم و به وی دادیم. آن را هم امضا کرد! رفتیم و همین حکم امضا شده (حکم اعدام خودش) را به دکتر بهشتی نشان دادیم و گفتیم: ببینید که ایشان چگونه کیلویی عمل می‌کند تا جایی که حکم اعدام خودش را هم ندیده امضا کرده است! آیت‌الله بهشتی گفت: انقلاب ما اسلامی است و من تا زنده‌ام ایشان را کنار می‌گذارم؛ لذا آقای خلخالی را پس از چندی بیرون انداخت.»
بنا به گزارش سازمان عفو بین‌الملل ۴۳۸ نفر تا اسفند ۱۳۵۸ (طی یکسال) در ایران اعدام شدند. تجاوز جنسی به زندانیان زن و مرد طی بازجویی به منظور گرفتن اعتراف از طرف خلخالی مجاز عنوان شده بود. همچنین برای زنان محکوم پیش از اعدام صیغه (ازدواج موقت) اجباری با پاسدارها به منظور تجاوز جنسی بدون گناه در نظر گرفته بود و در این مورد گاهی حتی باردار بودن زن زندانی نیز مانع نمی‌شد.

### تخریب آرامگاه رضاشاه
«به‌عنوان این‌که افتتاحی بشود برای تخریب، بنده هم اولین کلنگ خرابکاری را زدم.»
صادق خلخالی در مورد تخریب آرامگاه رضاشاه.

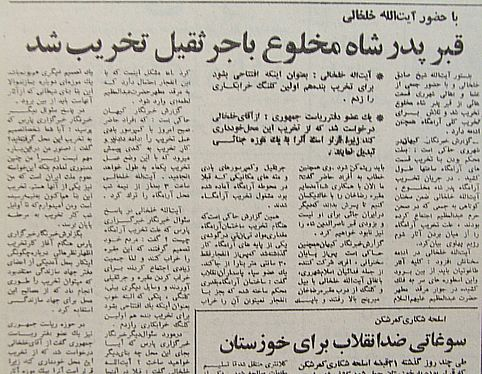
خبر تخریب آرامگاه رضاشاه پهلوی در یک روزنامه در اوایل انقلاب اسلامی ایران

صادق خلخالی در سال ۱۳۵۸ در یک گفتگو با رسانهٔ امید ایران در اشاره به پیش از انقلاب گفت: «وقتی جنازه رضاخان را می‌آوردند ما بنزین تهیه کردیم که جنازه را آتش بزنیم ولی متأسفانه نشد». صادق خلخالی در خاطرات خود، از خراب کردن آرامگاه رضاشاه در اردیبهشت ۱۳۵۹ گفته‌بود: «ما به دفتر امام خمینی رفتیم و طبق معمول از هر دری سخن به میان می‌آمد و گفته شد زمان آن فرا رسیده است که مقبره پهلوی خراب شود. ما می‌خواستیم به او و یارانش نشان دهیم که دیگر در ایران هیچ ریشه و پایه و خانه‌ای ندارد». بر پایهٔ بخشی از همین روایت، امکانات را عباس دوزدوزانی، سرپرست وقت سپاه انقلاب اسلامی در اختیار آنان قرار داده بود و به همراهی وی، عازم آرامگاه رضاشاه شد. در شب نخست عملیات خراب‌سازی آرامگاه، احمد خمینی، فرزند رهبر انقلاب اسلامی ایران، خمینی، به آرامگاه شاه آمد و خلخالی این سر زدن را به عنوان نشانی از موافقت رهبر جمهوری اسلامی دانست. کار تخریب آرامگاه، نزدیک به ۲۰ روز ادامه یافت و از دینامیت و جرثقیل هم در این کار استفاده شد. این کار با استعلام از شخص خمینی انجام شد. زمین آرامگاه رضاشاه در حال حاضر به عنوان یک مدرسه مذهبی اسلامی استفاده می‌شود.

### تخریب آثار تاریخی دیگر
گزارش‌هایی موجود است که خلخالی سعی در تخریب آرامگاه فردوسی و تخت جمشید (پارسه) هم داشته اما این با مخالفت دولت موقت (از جمله وزیر فرهنگ پرویز ورجاوند، استاندار فارس نصرت‌الله امینی و سید محمود طالقانی و مقاومت مردم مرودشت و پرسنل تخت جمشید در این امر ناکام ماند.

### مجوز ترور مسئولان حکومت قبلی
خلخالی در اواخر اردیبهشت ۱۳۵۸ لیستی ارایه داد و اعلام کرد ترور محمدرضا شاه، فرح، و اشرف پهلوی، فریده دیبا (مادر فرح)، جعفر شریف‌امامی، غلامرضا ازهاری، شاپور بختیار، غلامعلی اویسی، عزیزالله پالیزبان، شعبان جعفری، هوشنگ نهاوندی، اردشیر زاهدی رسماً مجاز است. وی افزود از نظر ملت ایران هر کس بخواهد در خارج یا در هر کجا این‌ها را ترور کند، هیچ دولتی حق ندارد او را به‌عنوان تروریست بازداشت کند.

### استعفا در اواخر اردیبهشت ۵۸
وی نوشت:
اینجانب از اول خرداد از سمت خود در دادگاه انقلاب استعفا می‌دهم و پیروزی ملت ایران و جمهوری اسلامی به رهبری ابرمرد تاریخ و قائد عظیم‌الشان و پیشوای توانا امام خمینی از خداوند متعال خواستارم. امیدوارم ملت ایران مشکلات را یکی پس از دیگری حل و فصل نماید و در پیگرد اهداف مقدسه جمهوری اسلامی ثابت‌قدم بوده باشند من تا آن‌جایی که اطلاع دارم همه احکام صادر از دادگاه‌های انقلاب اسلامی طبق موازین شرع مقدس اسلام بوده و هیچ‌گونه مصادره اموال بدون جهت صورت نگرفته است. در زندان‌های انقلاب کسی را زیر شکنجه قرار نداده‌اند توفیق و سعادت امت مسلمان ایران برای پیش‌برد اهداف عالیه اسلام از خداوند خواهانم و همیشه یک سرباز جان به کف در خدمت پیشوای عظیم‌الشان امام خمینی خواهم بود کسانی که برای رفع مشکل خود به اینجانب رجوع می‌کنند چه تلفنی و چه تلگرافی و چه به وسیله نامه یا شخصاً مراجعه می‌فرمایند مستقیماً به دفتر دادگاه انقلاب اسلامی مستقر در قصر مراجعه نمایند. همیشه در خدمت ملت مسلمان ایران خواهم بود. والسلام علی من اتبع الهدی

### برکناری
«فقط به کسانی اجازه داده می‌شود وکیل داشته باشند که لال باشند.»
صادق خلخالی در مورد حقوق متهم.

از نخستین کارهای سید محمد بهشتی در آغاز ریاستش به عنوان رئیس قوه قضائیه ایران در اسفند ۱۳۵۸ برکناری خلخالی بود. او با عملکرد خلخالی مخالف بود و دربارهٔ وی می‌گفت: من بساط اینگونه دادگاه‌ها را جمع خواهم کرد.

## ریاست کمیته مبارزه با مواد مخدر
وی از اردیبهشت ۱۳۵۹ با حکم رئیس‌جمهور وقت ابوالحسن بنی‌صدر سرپرست کمیته مبارزه با مواد مخدر شد و به محاکمه و اعدام کسانی که در قاچاق و توزیع مواد مخدر دست داشتند پرداخت. او که به دلیل قاطعیت فوق‌العاده نسبت به معتادان و قاچاقچیان معروف شده بود در دی همان سال استعفا داد. البته او به بهانه مواد مخدر، افرادی را که ضدانقلاب می‌دانسته اعدام می‌کرده است.

### اعدام‌های شیراز
محسن کدیور در کتاب به نام اسلام هرچه می‌خواهند می‌کنند به نقل از بهاءالدین محلاتی می‌نویسد در ۱۲ تیر ۱۳۵۹ صادق خلخالی به دعوت یگان سپاه پاسداران شیراز به این شهر می‌رود تا برای ۱۴ زندانی، حکم اعدام صادر کند. ۴ نفر از آنها قبلاً در دادگاه انقلاب شیراز به زندان محکوم شده و ۲ نفر نیز عفو شده بودند. پروندهٔ بقیه هم در دادسرای انقلاب شیراز در حال بررسی بود. باید توجه شود که صادق خلخالی رئیس دادگاه ویژهٔ مبارزه با مواد مخدر بوده و به لحاظ قانونی، حق باطل کردن احکام صادر شده از سوی حاکم شرع شیراز را نداشته است. برای همین، اسدالله عندلیب (حاکم شرع شیراز) و ابراهیم میرغفاری (دادستان انقلاب شیراز) حاضر به همکاری با او نشدند. پس خلخالی با کمک نیروهای سپاه و بدون دسترسی به پرونده‌های قضایی متهمان، آنها را از زندان عادل‌آباد به مقر سپاه شیراز منتقل و در مدت کمتر از پنج ساعت ۲۴ نفر را محاکمه و ۱۴ نفر از آنها را به اعدام محکوم کرد. محلاتی تلاش کرد فوراً با مقام‌های حکومتی در تهران تماس بگیرد. اما سپاه تلفن خانه او و فرزندش را شنود کرده و به خلخالی اطلاع می‌دهد؛ بنابراین خلخالی احکام اعدام آنها را فوراً اجرا می‌کند.

#### اعدام زن بی‌گناه
به گفته رجبعلی طاهری (مؤسس سپاه فارس) در میان این افراد، زنی یهودی به نام نصرت گوئل بوده که اشتباهی به جای زنی دیگر دستگیر می‌شود. به این صورت که خلخالی در شیراز فهمیده زنی به نام «زهرا» که متهم به فحشا بوده آزاد شده و به نیروهای سپاه گفته او را دوباره بگیرند. اما نیروهایی که برای دستگیری زن می‌روند او را نمی‌یابند و به جایش نصرت گوئل که در یک آرایشگاه زنانه کار می‌کرد را نزد خلخالی می‌برند. خلخالی وقتی می‌فهمد اشتباه شده، ابتدا دستور آزادی نصرت را می‌دهد. ولی یکی از نیروهای سپاه (با یک اتهام بی‌اساس) به خلخالی می‌گوید نصرت گوئل هم در به فساد کشیدن زنان دیگر دخیل بوده است؛ بنابراین حکم اعدام گوئل را اجرا و در کمتر از پنج ساعت اجرا می‌کند.
خانواده نصرت گوئل در نامه‌ای اعلام کردند که او در هنگام اعدام، دارای شوهر و چهار فرزند و سه‌ماهه باردار بوده اما صادق خلخالی علاوه بر اعدام حکم مصادره اموال او و از جمله منزل محل سکونت همسر و فرزندانش را نیز صادر می‌کند. به دنبال اعتراض مقامات به اعدام این زن بی‌گناه، خمینی یک ماه و نیم بعد در سخنانی در جمع مسئولان قضایی می‌گوید: «قاضی باید -جسارتاً عرض می‌کنم- قسیّ‌القلب باشد، تحت‌تأثیر واقع نشود». با توجه به ممنوعیت فقهی اعدام زنان در هنگام بارداری، معلوم نیست خلخالی چگونه حکم اعدام نصرت گوئل را صادر و به این سرعت اجرا کرد.

### برکناری
بعد از برکناری سمت ریاست دادگاه‌های انقلاب او همچنان با حکم بنی‌صدر در سمت ریاست کمیته مبارزه با مواد مخدر بود. تا اینکه به دلیل اعتراضات و انتقادات زیاد نسبت به عملکرد او روح‌الله خمینی در اسفند ۱۳۵۹ خلخالی را از این سمت برکنار کرد. البته این اتفاق پنهانی بود و رسانه ای نشد. بعد از آن روح‌الله خمینی دستور بررسی مجدد همه پرونده‌هایی را که توسط خلخالی منجر به صدور حکم شده بود را داد.

## عملیات مرصاد
بر پایه فایل صوتی که در فروردین ۱۴۰۴ بی‌بی‌سی فارسی از حسینعلی منتظری منتشر کرد در جریان عملیات مرصاد صادق خلخالی به کرمانشاه رفت و ۳۰۰ دختر که ۲ نفر از آنها ‎فرانسوی بودند را اعدام کرد. منتظری گفته حداقل ۲ فرانسوی را اعدام نکنید اما خلخالی قبول نکرد.

## پاسخ به انتقادها

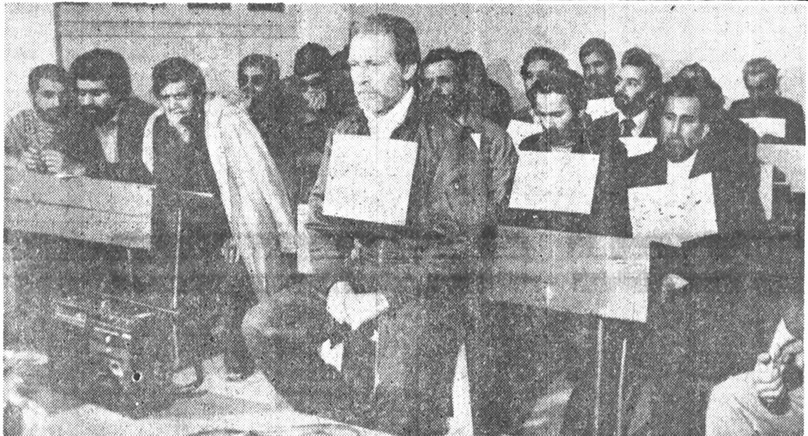
سپهبد خلبان نادر جهانبانی در دادگاه انقلاب به ریاست صادق خلخالی. سپهبد جهانبانی در بامداد ۲۲ اسفند ۱۳۵۷ در زندان قصر به حکم صادق خلخالی تیرباران شد.

وی در خاطراتش در مورد نحوه انتخابش به عنوان حاکم شرع می‌نویسد:
«خدا شاهد است که ما برای تصدی این مقام کوچک‌ترین تلاشی نکردیم و حتی تا زمانی که به من ابلاغ شد از آن اطلاعی نداشتم. آقا سید روح‌الله خمینی با شناختی که از روحیه انقلابی من داشتند عصر روز ۲۴ بهمن ۵۷ مرا به دفترشان احضار کردند و فرمودند: این حکم را به نام شما نوشته‌ام. حقیر پس از دیدن حکم به حضورشان عرض کردم: آقا این حکم سنگین است. فرمودند: برای شما سنگین نیست. گفتم مخالفان و وابستگان به طاغوتیان علیه من تبلیغ می‌کنند. آقا فرمود: من پشتیبان شما هستم و بالاخره این حکم را به کسی بدهم که به او اطمینان داشته باشم.»

پاسخ خلخالی در مورد اعدام کردها

خلخالی در پاسخ مخالفان به اعدام‌ها، آن‌ها را به خمینی ارجاع می‌داد: 
هرکس در مقابل شما ایستاد همین‌طور یقه‌اش را می‌گیری و کنارش می‌اندازی. من با اتکاء به همین حمایت‌های جدی کار خودم را ادامه می‌دادم و به آنها می‌گفتم امام فهمیده حکم را به چه کسی بدهد و من یک قدم از انجام وظیفه‌ام عقب‌نشینی نمی‌کنم.
ابراهیم یزدی از اعضای شورای انقلاب اسلامی ایران معتقد است که خمینی گرچه اعدام چند نفر از سران ارتش را تأیید کرد، اما نه شکل اعدام و نه برخی دیگر از رفتارهای خلخالی را قبول نداشت.
وی. اس. نایپل که خلخالی را در سال ۱۹۷۹ ملاقات کرده بود دربارهٔ بذله‌گویی او در دادگاه‌ها می‌نویسد:
بیشتر شوخی‌هایی که می‌کرد حول و حوش احکام و اعدام‌ها می‌چرخید و دیگر افراد حاضر قهقهه‌زنان خودشان را اینسو و آن‌سو می‌انداختند.
وی در مصاحبه‌ای با صادق صبا خبرنگار بی‌بی‌سی فارسی از گذشته خود اظهار رضایت کرده و گفته بود چنانچه هر یک از اعدام شده‌ها به دست وی امروز زنده بودند دوباره آن‌ها را اعدام می‌کرده است. 

## صدور حکم اعدام غیابی برای خارج نشینان و تلاش برای اجرای احکام با ترور
خلخالی پس از انقلاب بسیاری از مقامات پهلوی و محمدرضا پهلوی و بیشتر اعضای خانواده‌اش «مفسد فی الارض» نامیده و به اعدام غیابی محکوم کرد. او برای ترور آنان در خارج از کشور تلاش‌هایی خصوصاً با کمک گروه فدائیان اسلام صورت داد.
خلخالی در سال ۱۳۵۹ حکم قتل منوچهر وظیفه‌خواه بازجوی ساواک را که در لندن بود می‌دهد. برخی معتقدند که منوچهر وظیفه‌خواه چون دربارهٔ پرونده روحانیون زندانی در دوره پهلوی، چیزهای بسیاری می‌دانست ترور شد.
در۱۶ آذر ۱۳۵۸ شهریار شفیق پسر اشرف پهلوی و یکی از افرادی که غیاباً توسط وی محکوم به مرگ شده بود در پاریس ترور شد.
پس از عزیمت شاه به مکزیک خلخالی اعلام کرد که گروهی از اعضای فدائیان اسلام را برای ترور وی اعزام کرده است. او گفت با ایلیچ رامیرز سانچز (کارلوس) تروریست آمریکای جنوبی هماهنگی صورت گرفته و ۱۴۰٬۰۰۰ دلار جایزه برای قتل شاه در نظر گرفته است.

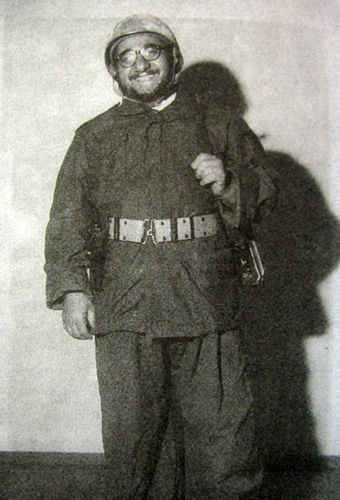
صادق خلخالی در لباس نظامی

## دیدگاه‌ها

### کوروش
خلخالی معتقد بود که کوروش بزرگ، جانی بالفطره و لواط دهنده‌ای بی‌مقدار بیش نبود. او ۱۰ سال پیش از انقلاب، رساله‌ای دربارهٔ کوروش نوشت که ساواک مانع از چاپ آن شد. خلخالی کتاب مقدس مسیحیان (انجیل) را کتابی مُهمَل و دروغ‌های شرم‌آور خواند و یهودیان را «قومی جنایتکار» خواند.
وی کتابی با عنوان «کوروش دروغین و جنایتکار» نگاشته و به مناسبت جشن‌های ۲۵۰۰ ساله منتشر ساخت. در این رساله که برخی آن را فُحشنامه خوانده‌اند، کوروش را «سفاک و خونریز» نامید و به لواط و بی‌بندوباری متهم کرد و طرح عظمت او در ایران را سیاستی استعماری و توطئه یهود دانست و از مفسرینی چون سید محمدحسین طباطبایی که وی را مصداق ذوالقرنین دانسته بودند انتقاد کرده و دربارهٔ کوروش نوشته بود: «مگر یک‌نفر انسان به تمام معنی جانی و منحط از نظر اخلاق عمومی و خصوصی می‌تواند ذوالقرنین باشد؟ حیف است که ذوالقرنین مقدس و محبوب، کوروش منحوس جاه‌طلب و عیاش و آدمکش باشد… فردی که زن خود را پس از باده‌گساری‌های بی‌حد به مردم عرضه می‌کند و در حالت مستی، فرمان قتل مردمانی را که ضد یهودند صادر می‌کند.»
سعیدی سیرجانی ادعای لواط کار بودن کوروش توسط خلخالی را ناشی از ناتوانی وی در فهم متون تاریخی و خواندن فارسی می‌داند:

«... این عبارت را در «تاریخ ایران باستان پیرنیا» خوانده بودیم که: «مورخ مذکور (کتزیاس) گوید: کوروش پسر چوپانی بود از ایل مُردها که از شدت احتیاج مجبور کردید راهزنی پیش گیرد.» و به علت درک ناقص و ذهن منحرف خویش گمان کرده بودیم که کوروش هم مثل بسیاری از سران قبایل و بزن‌بهادرهای روزگار در آغاز کارش بر کاروان‌های هجوم می‌برده و راهزنی می‌کرده است؛ و این را عیب چندانی برای سرداران و جهانگشایان آن روزگار نمی‌شمردیم. غافل از این واقعیت که «راهزنی پیش گیرد» را اولاً باید به این صورت خواند که «راه زنی پیش گیرد» و معنیَش را هم در محضر مبارک آموخت که عین عبارت کتزیاس را در داخل پرانتزی گذاشته و در صفحهٔ ۲۷ تألیف منیف خویش آورده‌اند و با مدد طبع موشکاف و روح عفیف خویش مفهومش را هم داخل پرانتزی گذاشته و بدین صورت آورده‌اند:
 «مورخ مذکور بنا به نوشتهٔ ایران باستان به قلم آقای مشیرالدولهٔ پیرنیا ص ۴۲۰ می‌گوید که کتزیاس می‌گوید کوروش پسر جوانی بود از اهل «مر» که از شدت احتیاج مجبور گردید راهِ زنی پیش گیرد (لواط بدهد)...» آری این است نص عبارت حضرتشان.

### فردوسی
صادق خلخالی در ۲۱ دی ۱۳۵۸ در محوطه چمن دانشکده دکتر علی شریعتی دانشگاه مشهد، برای مردم این شهر سخنرانی کرد و گفت: فردوسی از رستم خیالی و پادشاهان تعریف کرده، درحالی‌که در کتاب خود یک کلمه هم از انسان و انسانیت یا خراسانی رنج‌دیده نامی نبرده است.» خلخالی افزود: «شاهنامه فردوسی، شاهنامه نیرنگ و دروغ و سرگرم‌کننده مردم بدبخت ماست.»

## فعالیت سیاسی
خلخالی به دنبال انتخابات شوراهای شهر سال ۱۳۵۸ به عنوان رئیس شورای شهر قم انتخاب شد. او در آغاز انقلاب مخالف سرسخت نیروهای ملی از جمله نهضت آزادی ایران و مهدی بازرگان بود. وی در نخستین دوره از انتخابات مجلس شورای اسلامی از حوزه انتخابیه قم، نامزد نمایندگی مجلس شد و با حدنصاب ۷۸/۹٪ آرا به مجلس راه یافت. در این انتخابات حزب توده ایران صادق خلخالی را به عنوان نامزد خود معرفی کرده بود. او پس از انشعاب در جامعه روحانیت مبارز تهران و ایجاد مجمع روحانیون مبارز به عضویت این جریان چپ‌گرا درآمد. وی همچنین در دور دوم و سوم مجلس شورای اسلامی و دور اول مجلس خبرگان رهبری توانست به نمایندگی انتخاب شود اما پس از فوت خمینی او که از یاران نزدیک وی بود منزوی شد.
پیش از پیروزی اصلاحات در سال ۷۶، وی آشکارا به حمایت از سید محمد خاتمی پرداخت. اما در دوران اصلاحات نیز پیشینه‌اش منجر به دوری گزیدن بیشتر احزاب دوم خردادی از وی شد و تنها انگشت شماری از اعضای مجمع روحانیون حمایت‌هایی از وی صورت دادند. از سویی خود او نیز به بی‌بی‌سی گفت از آنجا که قصد تبری جستن از گذشته و اعدامهایش را ندارد، از حمایت اصلاح طلبان صرف نظر می‌کند. او در انتخابات مجلس خبرگان در اعتراض به رد صلاحیت‌های گسترده از شرکت در انتخابات انصراف داد.
او در ابتدای دهه شصت خواستار برخورد حذفی با مرجع تقلید منتقد سید محمدکاظم شریعتمداری بود و در ماجرای اتهام کودتای صادق قطب‌زاده در زیر ورقه اعتراض نمایندگان مجلس اول نوشته‌بود: «اصل کار، خود شریعتمداری است که باید اعدام شود». اما در اواخر عمر همگام با اصلاح طلبان، با احترام از شریعتمداری در جلد دوم خاطراتش یاد کرد و اجازه‌نامه‌های خود از شریعتمداری را منتشر کرده. موضع وی نسبت به بازرگان نیز در طول زمان تغییر کرد و در سال‌های آخر عمرش به ثناگویی از مهدی بازرگان پرداخت و در تشییع جنازه وی گریست.
صادق خلخالی در سال‌های پایانی عمر، نه می‌توانست با اصولگرایان کنار بیاید و نه حمایتش از اصلاح طلبان را علناً نشان دهد. هر بار که سخن می‌گفت ناخودآگاه مجبور به دفاع از اقدامات رادیکال خود در اول انقلاب می‌شد. حتی زمانی که در پیدا و پنهان از مواضع جنجالی محمدتقی مصباح یزدی در سال‌های نخست حاکمیت اصلاح طلبان انتقاد می‌کرد، ناخواسته آن انتقادات متوجه خود وی نیز می‌شد و باز هم سکوت را شایسته‌تر می‌دید. حمایت‌های بی‌دریغ وی از منتظری نیز سودی به حالش نداشت و شرکت روزانه او در نماز جماعت دفتر منتظری کسی را به او خوش بین نکرد. وی پس از درگذشت اراکی از مردم خواست که مقلد منتظری شوند و خود نیز تا پایان عمر از مدافعان و همراهان منتظری باقی ماند. نامه‌های سرگشاده معترضانه او در دوره انزوایش در قم هیچ انعکاس خاصی نیافت و در تنهایی، انزوا و سکوت از دنیا رفت. به گفته عبدالکریم سروش وی تماس‌هایی با سید احمد فردید نیز داشته است.

## خانواده
دختر وی فاطمه صادقی خلخالی استاد دانشگاه بوده و در زمینهٔ حقوق زنان فعالیت می‌کند. او پیشینه همکاری با ماهنامه زنان را داشته و عضو تحریریه فصلنامه گفتگو است و مطالبی نیز در دفاع از جنبش فمینیستی در ایران و علیه حجاب اجباری در سال ۱۳۸۷ ارائه کرد. وی سال‌ها در خارج از ایران زندگی می‌کرد. محمد صادقی فرزند دیگر صادق خلخالی است که در اعتراضات ۱ اسفند ۱۳۸۹ توسط نیروهای امنیتی بازداشت و پس از یک روز آزاد شده است. فاطمه در مصاحبه‌ای پدرش را فاقد اختیار دانست و گفت: «فضای ایدئولوژیک قاطعیت انقلابی می‌طلبید؛ و کسی که در جای آقای خلخالی می‌نشست گویی باید به آن قاطعیت انقلابی پاسخ می‌داد. او خودش را انقلابی تعریف می‌کرد و معتقد بود که برای انقلاب باید یکسری بدنامی‌ها را بپذیرد.» فعالان سیاسی بخاطر این نظر او را همدست پدرش خواندند. پسر بزرگ وی مهدی صادقی مدافع سرسخت کارهای اوست و در مصاحبه‌های مختلف در دفاع از او صحبت کرده است. سید هاشم رسولی محلاتی برادرزن وی است.

## بیماری، انزوا و مرگ
صادق خلخالی که مدت‌ها به نوع شدید بیماری پارکینسون یا همان رعشه حاد مبتلا بود پس از تشخیص غده سرطانی در دهه ۱۳۷۰ برای ده سال در انزوا بود تا اینکه در روز ۵ آذر ۱۳۸۲ در ۷۷ سالگی در قم درگذشت.شایعات مختلفی دربارهٔ مرگ وی از جمله دیده شدن کرم بر روی صورت جسد وی یا بوی تعفن جسد وی در زمان مرگ وجود دارد.